# Stanisław Iwaniak
Stanisław Iwaniak (ur. 31 sierpnia 1948 w Słupsku) – siatkarz polski, reprezentant Polski, medalista mistrzostw Europy, mistrz Polski, olimpijczyk; trener siatkówki.

## Życiorys
Syn Henryka (z zawodu krawca) i Anny z domu Socha, uczęszczał do I Liceum Ogólnokształcącego im. Staszica w Lublinie. W latach 1967 – 1971 studiował na Akademii Wychowania Fizycznego w Warszawie, uzyskując dyplom magistra wychowania fizycznego. Od czasów licealnych trenował siatkówkę; na studiach był zawodnikiem AZS AWF Warszawa, a w 1971 przeszedł do AZS Olsztyn. W klubie olsztyńskim zdobył trzykrotnie mistrzostwo Polski (1973, 1976, 1978), również trzykrotnie wicemistrzostwo (1972, 1974, 1977), a także medal brązowy mistrzostw Polski (1975). Ponadto wraz z zespołem zdobył Puchar Polski (1971) oraz zajął 2. miejsce w Pucharze Europy Zdobywców Pucharów w sezonie 1977/1978. W 1976 i 1978 pełnił w drużynie AZS funkcję kapitana.
Okres gry w Olsztynie wiązał się także z sukcesami reprezentacyjnymi Iwaniaka. W latach 1972 – 1977 wystąpił w 80 meczach reprezentacji narodowej, sięgając m.in. po srebrny medal mistrzostw Europy w Belgradzie w 1975. Znalazł się w ekipie olimpijskiej w Monachium w 1972 (9. miejsce), nie było go natomiast w złotej drużynie cztery lata później. Przy wzroście 186 cm występował na parkiecie jako rozgrywający.
W 1978 wyjechał do Belgii, gdzie po zakończeniu kariery zawodniczej próbował sił jako trener. Pracował w Belgii przez trzynaście lat, kolejne cztery spędził we Francji; w 1995 powrócił do Polski i osiedlił się w Olsztynie. Został nauczycielem wychowania fizycznego w Akademii Rolniczo-Technicznej w Olsztynie (następnie Uniwersytecie Warmińsko-Mazurskim), gdzie jednocześnie współpracował z siatkarzami AZS. Od lipca 1998 do listopada 2000 prowadził pierwszy zespół AZS, uzyskując awans z serii "B" do serii "A" ekstraklasy siatkarskiej. Latem 2003 ponownie przygotowywał zespół do rozgrywek ligowych, by w październiku t.r. objąć funkcję drugiego trenera przy Grzegorzu Rysiu.
Jest żonaty (żona Grażyna), mieszka w Olsztynie.